# Émilie Simon

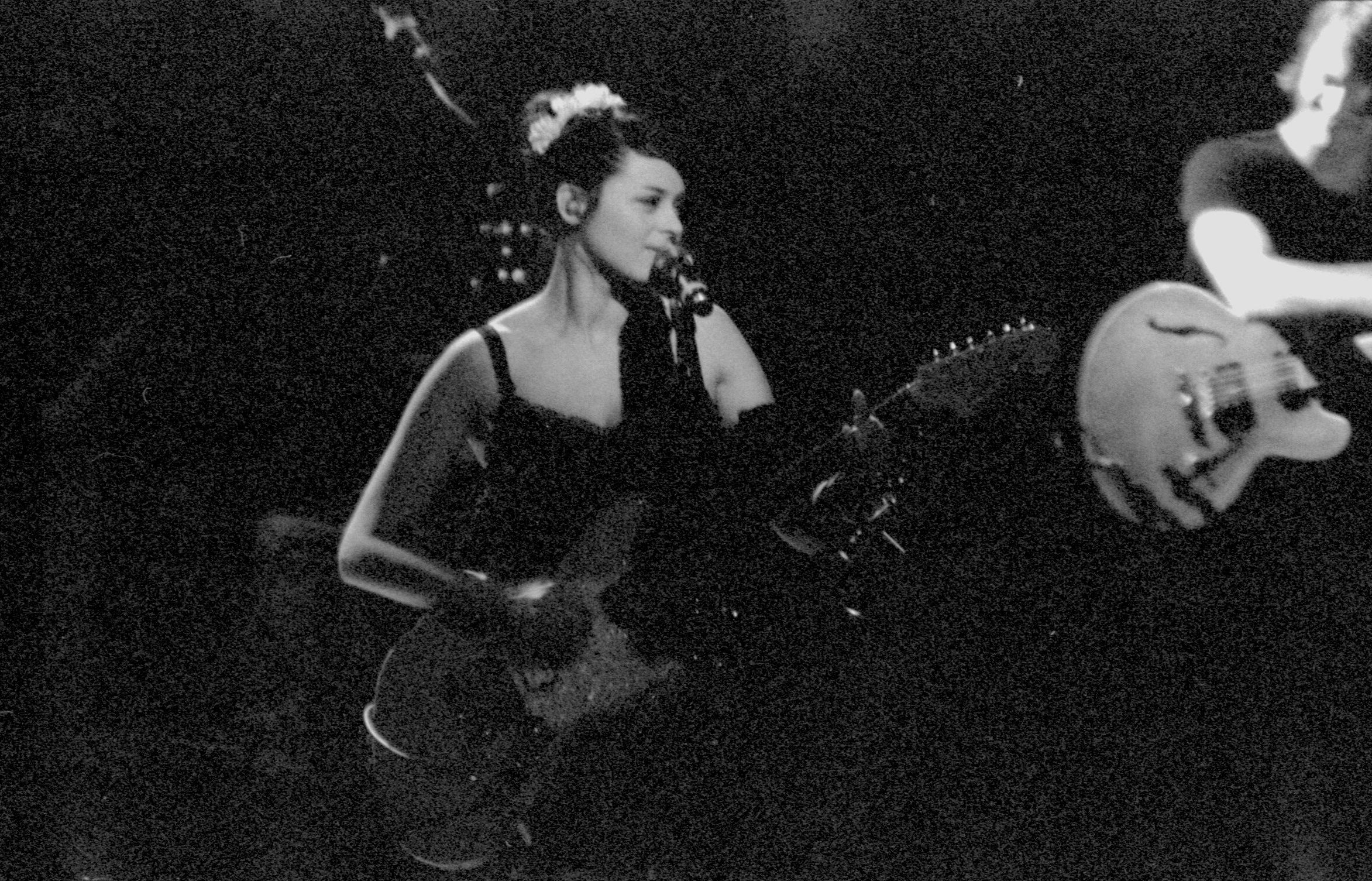
Émilie Simon

Émilie Simon (Montpellier, 17 juli 1978) is een Franse zangeres en componiste van synthpop.
Ze studeerde 7 jaar lyriek aan het conservatorium, voordat ze muziek uit de oudheid ging studeren aan de Sorbonne en elektronische muziek aan de IRCAM. 
Ze heeft eerst met jazz en rock geëxperimenteerd, maar kwam toch tot de conclusie dat ze liever elektronische muziek maakt.
Ze heeft de muziek voor de film March of the Penguins (La Marche de l'Empereur) geschreven.

## Discografie

### Albums
- Émilie Simon (2003) Inclusief het vrouwenlied Chanson de toile.
- La Marche de l'Empereur (2005) (score)
- Végétal (2006)
- The Flower Book[1] (2006) (compilatie)
- L'Olympia (2007) (livealbum)
- The Big Machine (2009)
- Franky Knight (2011)
- Mue (2014)

### Singles
- Flowers (2003)
- Désert (2003)
- Song of the Storm (2005)
- Fleur de saison (2006)
- Rose hybride de thé (2006)
- Dame de Lotus (2007)
- Dreamland (2009)
- Rainbow

| The Flower Book                |        |
| ------------------------------ | ------ |
| Tracklist                      |        |
| 1. Song of the Storm           | (3:13) |
| 2. I Wanna Be Your Dog         | (2:40) |
| 3. Dame de Lotus               | (3:20) |
| 4. Desert (UK version)         | (3:03) |
| 5. Fleur de Saison             | (4:10) |
| 6. Le Vieil Amant              | (4:36) |
| 7. Sweet Blossom               | (3:45) |
| 8. Rose Hybride de Thé         | (3:16) |
| 9. Never Fall In Love          | (2:53) |
| 10. Flowers                    | (2:26) |
| 11. Il Pleut                   | (3:29) |
| 12. Swimming                   | (4:10) |
| 13. In The Lake                | (3:28) |
| 14. My Old Friend              | (4:49) |
| 15. To The Dancers In The Rain | (2:44) |

| March of the penguins         |  |
| ----------------------------- |  |
| Tracklist                     |  |
| 1. The frozen world           |  |
| 2. Antarctic                  |  |
| 3. The Egg                    |  |
| 4. Song Of The Sea            |  |
| 5. Baby Penguins              |  |
| 6. Attack Of The Killer Birds |  |
| 7. Aurora Australis           |  |
| 8. The Sea Leopard            |  |
| 9. Song Of The Storm          |  |
| 10. Mother's Pain             |  |
| 11. To The Dancers On The Ice |  |
| 12. All Is White              |  |
| 13. Voyage                    |  |
| 14. Footprints In The Snow    |  |
| 15. Ice Girl                  |  |

| The Big Machine              |
| ---------------------------- |
| Tracklist                    |
| 1. Rainbow                   |
| 2. Dreamland                 |
| 3. Nothing To Do With You    |
| 4. Chinatown                 |
| 5. Ballad Of The Big Machine |
| 6. The Cycle                 |
| 7. Closer                    |
| 8. The Devil At My Door      |
| 9. Rocket To The Moon        |
| 10. Fools Like Us            |
| 11. The Way I See You        |
| 12. This Is Your World       |

## Prijzen en Nominaties

### Victoires de la musique
- 2004: Electronic Music/Groove/Dance album of the year for Émilie Simon.
- 2006: Original Film or Television soundtrack of the year for La Marche de l’Empereur.
- 2007: Electronic/groove/dance album of the year for Végétal

### Nominaties
- Bij de Prix Constantin in 2003 voor het album Émilie Simon.
- Bij de Césars in 2006 voor Beste Originele Soundtrack voor La Marche de l’Empereur.